# Personer i Sverige födda i Italien
Till personer i Sverige födda i Italien räknas personer som är folkbokförda i Sverige och som har sitt ursprung i Italien. Enligt Statistiska centralbyrån fanns det 2021 i Sverige sammanlagt cirka 14 800 personer födda i Italien. 2019 bodde det i Sverige sammanlagt 26 467 personer som antingen själva var födda i Italien eller hade minst en förälder som var det.

## Historik
Italienare i Sverige har i större utsträckning funnits sedan 1940-talets andra hälft, även om traditionen har gamla anor. Redan under 1500-talet överflyttade italienare till Sverige om än i mindre utsträckning. Bland överflyttade italienare märks adelsmannen Antonio de Palm.
Det var i april månad 1947 som Italien och Sverige skrev på ett avtal, och några månader senare anlände flera italienska arbetare till Sverige, för arbete på Kockums i Malmö, SKF i Göteborg och ASEA i Västerås. Under 1950-talet rekryterades hundratals verkstadsarbetare från Turin till den militära flygplansproduktionen vid Saab i Linköping, framför allt tillverkningen av J29 "Tunnan".
Första italienska föreningen i Sverige bildades 1948, och 1960 bildades Federazione delle Associazioni Italiane in Svezia.
Den 31 december 2015 fanns 8 553 personer i Sverige med italienskt medborgarskap.

## Demografisk överblick

### Åldersfördelning
Åldersfördelningen bland personer födda i Italien boende i Sverige. Siffror från SCB enligt den 31 december 2015:
- 0–14 år: 1 245 (11,6 %)
- 15–64 år: 7 271 (67,5 %)
- 65 år och äldre: 2 253 (20,9 %)

### Svenskar med italiensk bakgrund
Den 31 december 2014 fanns 7 964 personer födda i Sverige med italiensk bakgrund eller ursprung (enligt Statistiska centralbyråns definition):
- Personer födda i Sverige med båda föräldrarna födda i Italien: 932
- Personer födda i Sverige med fadern född i Italien och modern i ett annat utländskt land: 1 280
- Personer födda i Sverige med modern född i Italien och fadern i ett annat utländskt land: 552
- Personer födda i Sverige med fadern född i Italien och modern i Sverige: 7 196
- Personer födda i Sverige med modern född i Italien och fadern i Sverige: 1 834

Den 31 december 2015 fanns 10 769 personer i Sverige som var födda i Italien, varav 6 778 män (62,9 %) och 3 991 kvinnor (37,1 %). Motsvarande siffra för den 31 december 2000 var 6 337, varav 4 282 män (67,6 %) och 2 055 kvinnor (32,4 %).

### Historisk utveckling
| Italienska medborgare i Sverige 1973–2015       | Italienska medborgare i Sverige 1973–2015 | Italienska medborgare i Sverige 1973–2015 | Italienska medborgare i Sverige 1973–2015 | Italienska medborgare i Sverige 1973–2015 |
| ----------------------------------------------- | ----------------------------------------- | ----------------------------------------- | ----------------------------------------- | ----------------------------------------- |
|                                                 |                                           |                                           |                                           |                                           |
| År                                              |                                           |                                           | Folkmängd                                 |                                           |
| 1973                                            | 1973                                      |                                           | 6 809                                     |                                           |
| 1975                                            | 1975                                      |                                           | 6 234                                     |                                           |
| 1980                                            | 1980                                      |                                           | 4 786                                     |                                           |
| 1985                                            | 1985                                      |                                           | 4 009                                     |                                           |
| 1990                                            | 1990                                      |                                           | 3 988                                     |                                           |
| 1995                                            | 1995                                      |                                           | 3 963                                     |                                           |
| 2000                                            | 2000                                      |                                           | 4 512                                     |                                           |
| 2005                                            | 2005                                      |                                           | 4 802                                     |                                           |
| 2010                                            | 2010                                      |                                           | 6 096                                     |                                           |
| 2011                                            | 2011                                      |                                           | 6 422                                     |                                           |
| 2012                                            | 2012                                      |                                           | 6 817                                     |                                           |
| 2013                                            | 2013                                      |                                           | 7 362                                     |                                           |
| 2014                                            | 2014                                      |                                           | 7 951                                     |                                           |
| 2015                                            | 2015                                      |                                           | 8 553                                     |                                           |
| Anm.: Befolkning den 31 december respektive år. |                                           |                                           |                                           |                                           |

| Personer i Sverige födda i Italien 1900–2024 | Personer i Sverige födda i Italien 1900–2024 | Personer i Sverige födda i Italien 1900–2024 | Personer i Sverige födda i Italien 1900–2024 | Personer i Sverige födda i Italien 1900–2024 |
| --- | -------------------------------------------- | -------------------------------------------- | -------------------------------------------- | -------------------------------------------- |
| |                                              |                                              |                                              |                                              |
| År |                                              |                                              | Folkmängd                                    |                                              |
| 1900 | 1900                                         |                                              | 200                                          |                                              |
| 1930 | 1930                                         |                                              | 367                                          |                                              |
| 1950 | 1950                                         |                                              | 2 623                                        |                                              |
| 1960 | 1960                                         |                                              | 4 904                                        |                                              |
| 1970 | 1970                                         |                                              | 7 268                                        |                                              |
| 1980 | 1980                                         |                                              | 6 062                                        |                                              |
| 1990 | 1990                                         |                                              | 5 989                                        |                                              |
| 2000 | 2000                                         |                                              | 6 337                                        |                                              |
| 2001 | 2001                                         |                                              | 6 538                                        |                                              |
| 2002 | 2002                                         |                                              | 6 570                                        |                                              |
| 2003 | 2003                                         |                                              | 6 584                                        |                                              |
| 2004 | 2004                                         |                                              | 6 597                                        |                                              |
| 2005 | 2005                                         |                                              | 6 597                                        |                                              |
| 2006 | 2006                                         |                                              | 6 721                                        |                                              |
| 2007 | 2007                                         |                                              | 6 845                                        |                                              |
| 2008 | 2008                                         |                                              | 7 243                                        |                                              |
| 2009 | 2009                                         |                                              | 7 531                                        |                                              |
| 2010 | 2010                                         |                                              | 7 804                                        |                                              |
| 2011 | 2011                                         |                                              | 8 126                                        |                                              |
| 2012 | 2012                                         |                                              | 8 636                                        |                                              |
| 2013 | 2013                                         |                                              | 9 305                                        |                                              |
| 2014 | 2014                                         |                                              | 10 016                                       |                                              |
| 2015 | 2015                                         |                                              | 10 769                                       |                                              |
| 2016 | 2016                                         |                                              | 11 601                                       |                                              |
| 2017 | 2017                                         |                                              | 12 419                                       |                                              |
| 2018 | 2018                                         |                                              | 13 192                                       |                                              |
| 2019 | 2019                                         |                                              | 13 741                                       |                                              |
| 2020 | 2020                                         |                                              | 14 155                                       |                                              |
| 2021 | 2021                                         |                                              | 14 786                                       |                                              |
| 2022 | 2022                                         |                                              | 15 665                                       |                                              |
| 2023 | 2023                                         |                                              | 16 397                                       |                                              |
| 2024 | 2024                                         |                                              | 16 786                                       |                                              |
| Anm.: Befolkning den 31 december respektive år förutom åren 1960 och 1970 som avser förhållandet den 1 november och år 1980 som avser förhållandet den 15 september. |                                              |                                              |                                              |                                              |